# Алексо Василев
Алексо Василев е български зограф от Дебърската художествена школа.

## Биография
Роден е в 1854 година в голямата мияшка паланка Галичник. Ученик е на Христо Макриев. Заедно с Кузман Макриев работят из серските села. С Кузман Макриев и Епифаний Христов работят в църквата „Успение Богородично“ в Дебър.
Към 1880 година с Никола Янев и Евгений Попкузманов рисува църквата „Свети Спас“ в село Кътина. На западната стена отвътре има надпис „Кой исписалъ църквата Никола Ѧновъ Евгениѧ п. КȢзмановъ Алексо Василовъ Дебрели: о: с: Галичникъ“. Със стенописи са покрити стените, таванът и куполите. Дело на Никола Янев са изображенията в южния певник – светците Георги, Теодор Стратилат, Тарах, Сергий, Никита и Меркурий с Христос Вседържител над тях в купола, евангелисти и пророци. Останалите стенописи са дело на Алексо Василев и Евгений Попкузманов. На южната стена са светците Пантелеймон, Трифон, Стилиян, Теопемп, Агапий, Константин и Елена, на северната – Сава, Антоний, Козма и Дамян, Никита, Артемий и Прокопий, Петър Александрийски с Христос, а на западната – Йосиф, Йон, Дамаскин, Пахомий, ангел, Арсений Нови, Симеон Дивногорец, Взятие Илино, Анастас и Марина. Фигурите са с обикновен колорит и излъчват суровост. Като величина са по-големи от естествената и са несъразмерни и разкривени.
В 1885 – 1886 година работи в Балей, Раковица и в „Свети Георги“ в Шеф, Видинско с Данаил Несторов. В 1887 година е в „Свети Георги“ в Призрен заедно с Кузман Макриев. В 1899 - 1900 година рисува олтарните икони за „Св. св. Константин и Елена“ във Враца. На Алеко Василев са някои от иконите от „Света Петка Самарджийска“ в София, като тези на Свети Спиридон и Света Петка, пренесени в новата „Света Параскева“, „Света Троица“ в Драгалевци и църквата „Свети Никола“ в Рила (1892), където изрисува и стенописите, а на иконата на Христос се подписва „Изъ рȢки Алекси Василевъ“. На Алексо Василев са и стенописите в „Свети Спас“, която е съборена през Втората световна война, и в притвора на „Света Петка Самарджийска“, също съборен.
В 1891 – 1892 година работи в Плевенско. От 1900 до 1908 година работи из Плевенско с Нестор Траянов, Данаил Несторов и Овентий Исачев. В 1900 година Данаил, подпомаган от Овентий и Алеко, под надзора на Нестор прави иконите за плевенската църква „Света Троица“.
Синът му Георги Алексов, роден в 1886 година, учи при него и също работи като зограф.